# Victor Graeff
Victor Graeff är en kommun i Brasilien.   Den ligger i delstaten Rio Grande do Sul, i den södra delen av landet, 1 500 km söder om huvudstaden Brasília. Antalet invånare är 3 036.
Trakten runt Victor Graeff består till största delen av jordbruksmark. Runt Victor Graeff är det glesbefolkat, med 11 invånare per kvadratkilometer.